# Karol Pollak
Karol Franciszek Pollak (15 de novembre de 1859 - 17 de desembre de 1928) va ser un electrotècnic, inventor i home de negocis polonès.

## Primers anys de vida
Va néixer a Sanok, Polònia. El seu pare era Karol Pollak (1818–80) que era impremta, llibreter i editor, molt conegut a Sanok. Karol (que no ha de ser confós amb el seu pare) va treballar en la seva joventut com a electricista i hi va mostrar grans habilitats tècniques. El 1883 va treballar al laboratori de la companyia britànica "The Patent Utilization Co". Va dissenyar i enregistrar les seves primeres patents en aquest període. El 1885 va assistir a estudis d'electrotècnia a la Reial Universitat Politècnica de Charlottenburg.

## Activitat
A Berlín, Pollak dirigia la fàbrica electrotècnica "G. Wehr Telegraphen-Bau-Anstalt". Més tard va tornar a Gran Bretanya per comercialitzar les seves patents, que van ser publicades sota la versió anglesa del seu nom, "Charles Pollak". El 1886 es va convertir en el director d'una empresa parisenca de tramvies elèctrics del seu disseny. Mentrestant va treballar en el disseny de cèl·lules electroquímiques. Va tenir molt èxit en aquest tema i el va fer famós. Més tard va fundar fàbriques de bateries a Frankfurt (Alemanya) i a Liesing (Àustria). Moltes empreses fabricants de bateries han llicenciat els seus dissenys.
El 1899 va fundar el seu propi laboratori i va continuar amb la investigació. Va obtenir 98 patents sobre els seus invents.
El 1922 va tornar a Polònia, on un any després va fundar una fàbrica a Biała, que existeix encara als nostres dies. L'empresa va començar amb el nom de Polskie Towarzystwo Akumulatorowe i va ser cofundada pel professor i president de Polònia, Ignacy Mościcki. Tot i això, Pollak va ser el primer president d'aquesta empresa.
Pollak és de vegades anomenat l'Edison de Polònia. El 1925 va rebre el títol de Doctor Honoris Causa de la Universitat Tecnològica de Varsòvia.

## Invents més importants

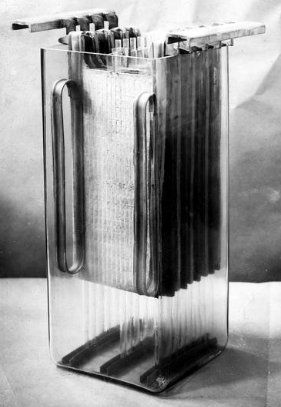
Bateria construïda per Karol Pollak

Els seus nombrosos invents també cobreixen altres àmbits, entre ells: motors elèctrics, dispositiu d'impressió en color i un tipus de micròfon. La seva activitat principal estava relacionada amb fonts químiques d'energia: cèl·lules galvaniques i bateries. Va obtenir una patent per fabricar bateries de plom-àcid.

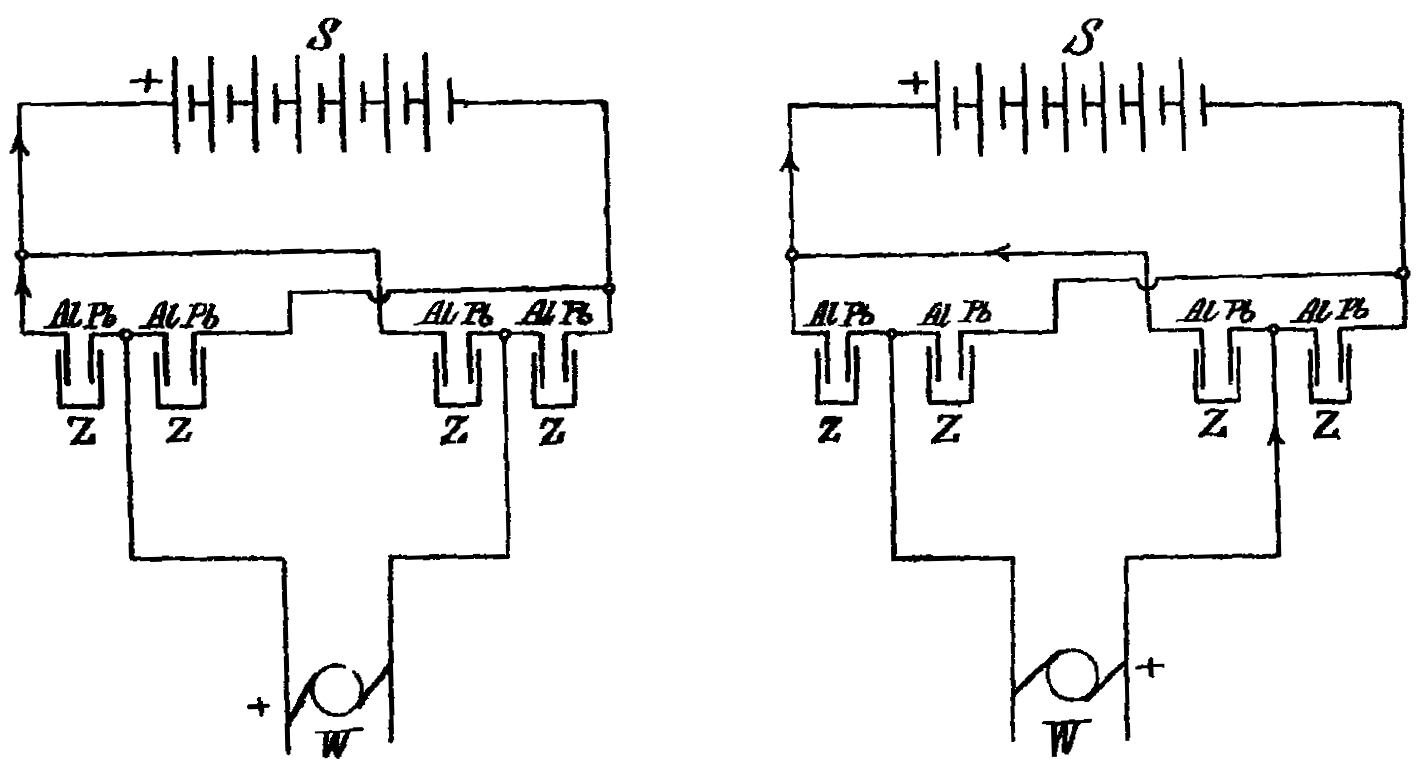
Disseny del rectificador complet inclòs a la patent de Karol Pollak

També va dissenyar commutadors i rectificadors electrolítics. El 1895 va ser el primer a suggerir l'ús d'un circuit de rectificació de díodes de pont complet, conegut més tard per Leo Graetz. El 1896, Pollak va inventar el condensador electrolític d'alumini